# Audioguia
O audioguia, ou guia áudio é um sistema que permite a descrição de passeios turísticos com uso de dispositivos eletrônicos e digitais com recursos de voz.